# Tango (Joan Thiele)
Tango è il primo album in studio della cantautrice italiana Joan Thiele, pubblicato il 15 giugno 2018.

## Tracce
1. Blue Tiger – 3:13
2. Armenia Quindío – 3:03
3. Mountain of Love – 2:30
4. Cocora – 0:27
5. Tango – 3:12
6. Polite – 3:20
7. Azul – 4:01
8. Underwater – 3:06
9. Fire – 2:49
10. Ways – 4:04
11. Lampoon – 3:33